# Romică Andreica
Romică Andreica (n. 25 august 1970, Fălticeni, județul Suceava) este un politician român, fost deputat  al Parlamentului României în legislatura 2004-2008 în cadrul Partidului Național Liberal începând de la data de 3 februarie 2005. Romică Andreica l-a înlocuit pe deputatul Orest Onofrei. În decembrie 2006, Romică Andrea a devenit deputat independent până în februarie 2008, când a devenit membru PDL. În cadrul activității sale parlamentare, Romică Andreica a fost membru în grupurile parlamentare de prietenie cu Regatul Suediei, Statul Kuwait și Republica Cipru. 
Romică Andreica este inginer de profesie, căsătorit cu Codrina Andreica; ei au împreună un copil, Bianca-Justina Andreica.